# Nils Johansson (jurist)
Nils Johansson, född den 6 december 1864 i Skultuna församling, Västmanlands län, död den 26 september 1942 i Luleå, var en svensk jurist. 
Johansson avlade mogenhetsexamen i Örebro 1881 och blev samma år student vid Uppsala universitet, där han avlade filosofie kandidatexamen 1883 och juris utriusque kandidatexamen 1887. Han blev vice häradshövding 1890. Efter tjänstgöring som tillförordnad domhavande under sex och ett halvt år och som adjungerad ledamot i Svea hovrätt 1896 och 1899 blev Johansson häradshövding i Luleå domsaga 1899. Från detta ämbete beviljades han avsked 1930. Johansson blev riddare av Nordstjärneorden 1909.